# Алисън Феликс
Алисън Мишел Феликс (на английски: Allyson Michelle Felix) е американска бегачка.
Родена е на 18 ноември 1985 година в Лос Анджелис в афроамериканско семейство на преподавател по богословие и начална учителка. Завършва Южнокалифорнийския университет.
Занимава се с бягане от детска възраст, първоначално се състезава на 200 метра, а след това – на 400 метра. Печели златни медали на олимпиадите в Пекин (2008), в Лондон (2012), в Рио де Жанейро (2016) и в Токио (2021) – в бягането на 200 метра и в щафетите 4 x 100 метра и 4 x 400 метра, както и общо 14 титли на световни първенства.